# قطب شرکت هواپیمایی

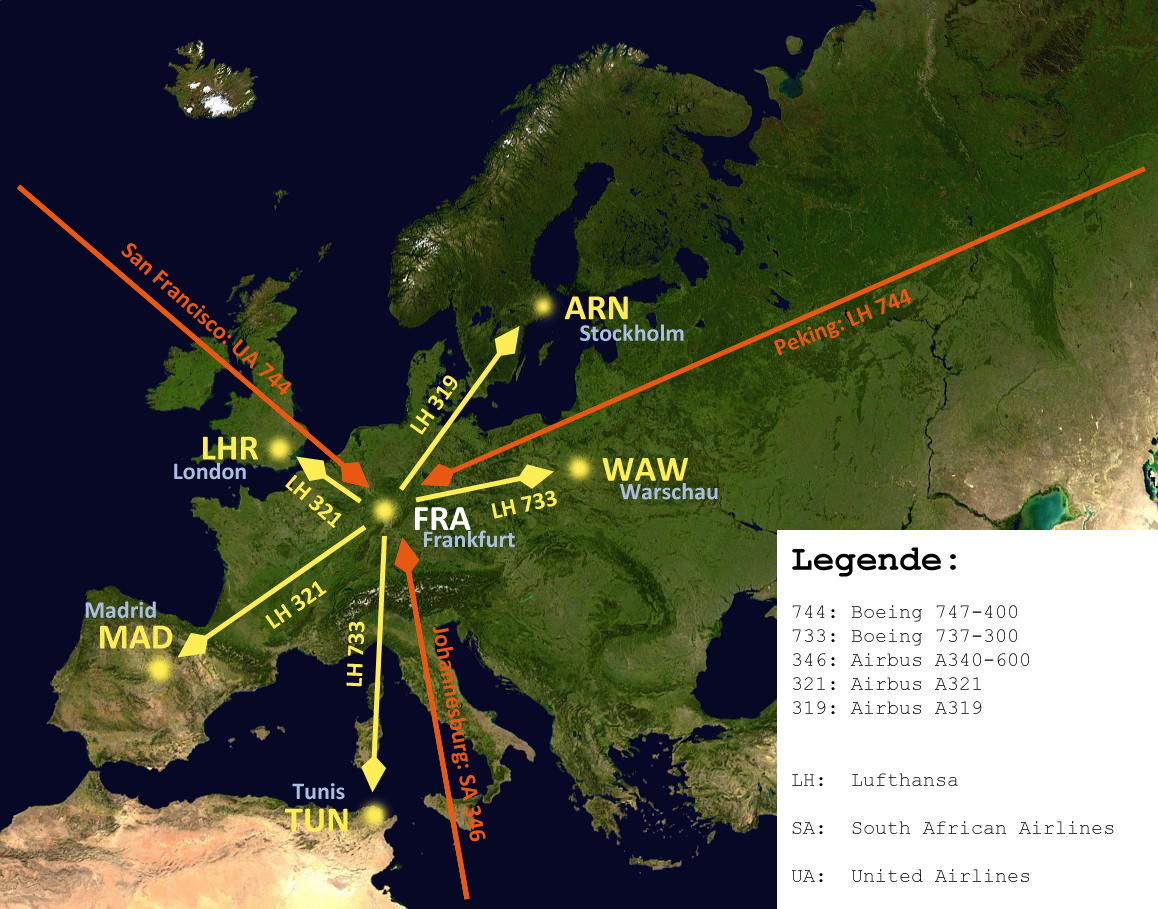
فرودگاه بین‌المللی فرانکفورت قطب شرکت لوفتهانزا است.

قطب شرکت هواپیمایی اصطلاحاً به فرودگاه اصلی فعالیت یک شرکت هواپیمایی گفته می‌شود. معمولاً مبدأ یا مقصد اکثر پروازهای یک شرکت هواپیمایی، قطب آن شرکت است.